# Lionel Cox (cyclisme)
Ne doit pas être confondu avec le tireur sportif belge Lionel Cox
Pour les articles homonymes, voir Cox et Lionel Cox.
Lionel Cox (né le 26 février 1930 à Brisbane et mort le 9 mars 2010 à Sydney, d'une pneumonie) est un coureur cycliste australien. Lors des Jeux olympiques d'été de 1952 à Helsinki en Finlande, il a remporté la médaille d'or du tandem avec Russell Mockridge et la médaille d'argent de la vitesse individuelle, en étant battu en finale par Enzo Sacchi.

## Palmarès

### Jeux olympiques
- Helsinki 1952
  -  Champion olympique du tandem (avec Russell Mockridge)
  -  Médaillé d'argent de la vitesse individuelle